# Komitee 133
Das Komitee 133 (Comité pour l’Article 133) ist ein Gremium des Ausschusses der Ständigen Vertreter der Mitgliedstaaten der Europäischen Union, das für die Außenhandelspolitik der EU maßgeblich ist.
Das Komitee 133 ist nach dem Art. 133 EG-Vertrag benannt, der die Gemeinsame Handelspolitik regelte. Seit dem Inkrafttreten des Vertrags von Lissabon 2009 finden sich die entsprechenden Regelungen in Art. 207 AEU-Vertrag; dennoch behielt das Komitee seinen etablierten Namen.
Auf der Ebene der Stellvertreter hat Komitee 133 an drei Freitagen im Monat Sitzung, an der zuweilen auch die ständigen Vertreter der Mitgliedstaaten sowie Experten und Beamte aus zuständigen nationalen Ministerien und der Generaldirektion Handel teilnehmen.
Monatlich findet eine Klausur der Vertreter der nationalen Ministerien der EU-Mitgliedstaaten und der Europäischen Kommission statt. Die von den Regierungen der Mitgliedstaaten ernannten Mitglieder des Komitees 133 erhalten ihre Tagesordnung von der Europäischen Kommission und der jeweiligen Ratspräsidentschaft.
Die Europäische Kommission hält sich in der Regel an die Beschlüsse des Komitee 133.